# The World Tour
The World Tour o The Beatles' 1964 World Tour primera gira mundial de The Beatles, donde se presentaron en 3 continentes (Europa, Asia, Oceanía), más tarde harían su segunda visita en Estados Unidos y Canadá (en el The Beatles' 1965 USA Tour). En esta gira Jimmy Nicol sustituyó a Ringo Starr en Dinamarca, Países Bajos y Hong Kong.

## Fechas
| Fecha                | Ciudad                      | Lugar                  |
| Europa I             | Europa I                    | Europa I               |
| -------------------- | --------------------------- | ---------------------- |
| 4 de junio de 1964   | Copenhague, Dinamarca       | K.B. Hallen Gardens    |
| 6 de junio de 1964   | Blokker, Países Bajos       | Veilinghal             |
| Asia                 |                             |                        |
| 10 de junio de 1964  | Hong Kong                   | Princess Theatre       |
| Oceanía              |                             |                        |
| 12 de junio de 1964  | Adelaida, Australia         | Centennial Hall        |
| 13 de junio de 1964  | Adelaida, Australia         | Centennial Hall        |
| 15 de junio de 1964  | Melbourne, Australia        | Festival Hall          |
| 16 de junio de 1964  | Melbourne, Australia        | Festival Hall          |
| 17 de junio de 1964  | Melbourne, Australia        | Festival Hall          |
| 18 de junio de 1964  | Sídney, Australia           | Sídney Stadium         |
| 19 de junio de 1964  | Sídney, Australia           | Sídney Stadium         |
| 20 de junio de 1964  | Sídney, Australia           | Sídney Stadium         |
| 22 de junio de 1964  | Wellington, Nueva Zelanda   | Town Hall              |
| 23 de junio de 1964  | Wellington, Nueva Zelanda   | Town Hall              |
| 24 de junio de 1964  | Auckland, Nueva Zelanda     | Town Hall              |
| 25 de junio de 1964  | Auckland, Nueva Zelanda     | Town Hall              |
| 26 de junio de 1964  | Dunedin, Nueva Zelanda      | Town Hall              |
| 27 de junio de 1964  | Christchurch, Nueva Zelanda | Majestic Theatre       |
| 29 de junio de 1964  | Brisbane, Australia         | Festival Hall          |
| 30 de junio de 1964  | Brisbane, Australia         | Festival Hall          |
| Europa II            |                             |                        |
| 12 de julio de 1964  | Brighton, Reino Unido       | Hippodrome Theatre     |
| 19 de julio de 1964  | Blackpool, Reino Unido      | ABC Theatre            |
| 23 de julio de 1964  | Londres, Reino Unido        | Palladium              |
| 26 de julio de 1964  | Blackpool, Reino Unido      | Opera House            |
| 28 de julio de 1964  | Estocolmo, Suecia           | Johanneshovs Isstadion |
| 29 de julio de 1964  | Estocolmo, Suecia           | Johanneshovs Isstadion |
| 2 de agosto de 1964  | Bournemouth, Reino Unido    | Gaumont Cinema         |
| 9 de agosto de 1964  | Scarborough, Reino Unido    | Futurist Theatre       |
| 16 de agosto de 1964 | Blackpool, Reino Unido      | Opera House            |

## Lista de canciones
John Lennon y Paul McCartney como cantantes líderes, excepto donde se indique.
1. "I Want To Hold Your Hand"
2. "I Saw Her Standing There" (Paul McCartney)
3. "You Can't Do That" (John Lennon)
4. "All My Loving" (Paul McCartney)
5. "She Loves You"
6. "Till There Was You" (Paul McCartney)
7. "Roll Over Beethoven" (George Harrison)
8. "Can't Buy Me Love" (Paul McCartney)
9. "This Boy" (John Lennon, Paul McCartney, George Harrison)
10. "Long Tall Sally" (Paul McCartney) o "Twist and Shout" (John Lennon)